# والتر سینر (دوچرخه‌سوار)
والتر سینر (انگلیسی: Walter Signer؛ زادهٔ ۲۵ مهٔ ۱۹۳۷) دوچرخه‌سوار اهل سوئیس است.